# Maciej Schroeder
Maciej Schroeder (ur. 1949) – polski strażak, nadbrygadier, zastępca komendanta głównego Państwowej Straży Pożarnej.

## Życiorys
Był między innymi zastępcą komendanta wojewódzkiego Państwowej Straży Pożarnej w Poznaniu oraz w latach 1992–1995 zastępcą komendanta głównego Państwowej Straży Pożarnej. 11 listopada 1994 otrzymał nominację na stopień nadbrygadiera.

## Wybrane publikacje autorskie
- Ćwiczenia ratownicze (Szkoła Aspirantów PSP, Poznań, 2002; ISBN 831288854)
- Osoby i zjawiska towarzyszące akcji ratowniczej (Szkoła Aspirantów Państwowej Straży Pożarnej, Poznań, 2002; ISBN 83-912888-7-0)
- Przemyślenia starego ratownika (Wydawnictwo Elamed, Katowice, 2007; ISBN 978-83-925162-2-4)
- Teoria i doświadczenie w ratownictwie (Szkoła Aspirantów PSP, Poznań, 1999; ISBN 83-906575-9-7)
- Uszczelnienia w ratownictwie ("Firex", Warszawa, 1998; ISBN 83-86459-76-X wspólnie z Jerzym Raneckim)
- Vademecum rzecznika prasowego akcji ratowniczej prowadzonej w kopalni (Stowarzyszenie Inżynierów i Techników Górnictwa. Zarząd Główny, Bytom,  2003; ISBN 83-87267-56-2)